# Festa de Sant Antoni del Porquet al País Valencià
La Festa de Sant Antoni, o Festa de Sant Antoni del Porquet, o Santantonada és la festa més celebrada a tot el territori valencià, realitzant-se al voltant del 17 de gener entre 320 i 400 celebracions segons les fonts. Es tracta de la festa per excel·lència de l'hivern, preludi del carnaval, formant part del patrimoni cultural o etnològic.

## Origen i evolució

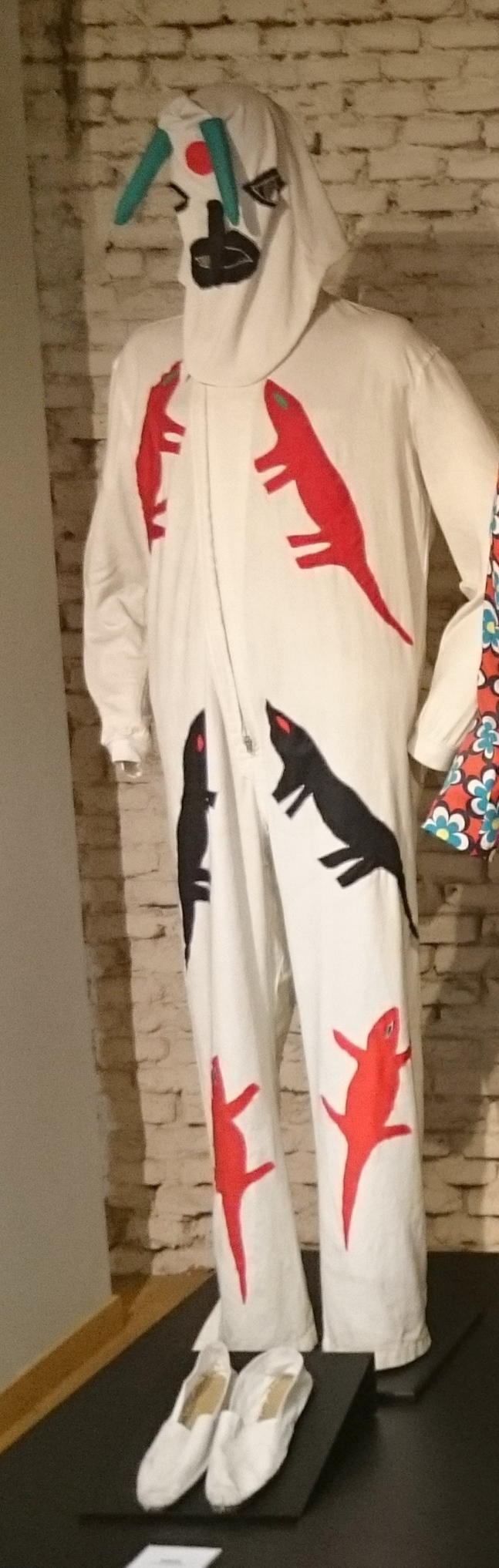
Vestit de Dimoni de la Santantonà del Forcall

Dels sants de gener, Sant Antoni és el primer, diu un refrany valencià en referència a aquest monjo, un dels sants més populars i més venerats amb multitud de festes i d'ermites dedicades a ell. La festa de Sant Antoni naix a Occident a partir d'antigues cerimònies paganes en honor de déus protectors de la fecunditat, dels conreus i dels animals. Sant Antoni Abat va viure al segle iv a Alexandria, les biografies medievals destaquen la devoció popular que tenia, existint moltes confraries segurament des de la mateixa fundació del Regne de València. Històricament és el protector dels animals, venerat pels llauradors i els que tenien animals de càrrega i de faena per al camp. El País Valencià ha estat en el passat eminentment agrícola i rural, i molt unit a la natura, estenent-se la festa de Sant Antoni a moltes de les comarques valencianes. Els processos de modernització i la industrialització feren retrocedir la implantació de la festa, arribant a desaparèixer en alguns llocs, i a partir dels anys vuitanta del segle xx, nombrosos grups i associacions locals l'han revifada amb algunes adaptacions rellevants, entre elles que el patronatge del sant ho és també per a les mascotes urbanes (gossos, gats, tortugues, pardalets de tota mena, hàmsters), i es porten a beneir el dia gran del sant. Un altre element destacable ha estat el trasllat de les dates de celebració als cap de setmana pròxim al dia de la celebració, per adaptar-se al calendari laboral actual.

## Elements de la festa

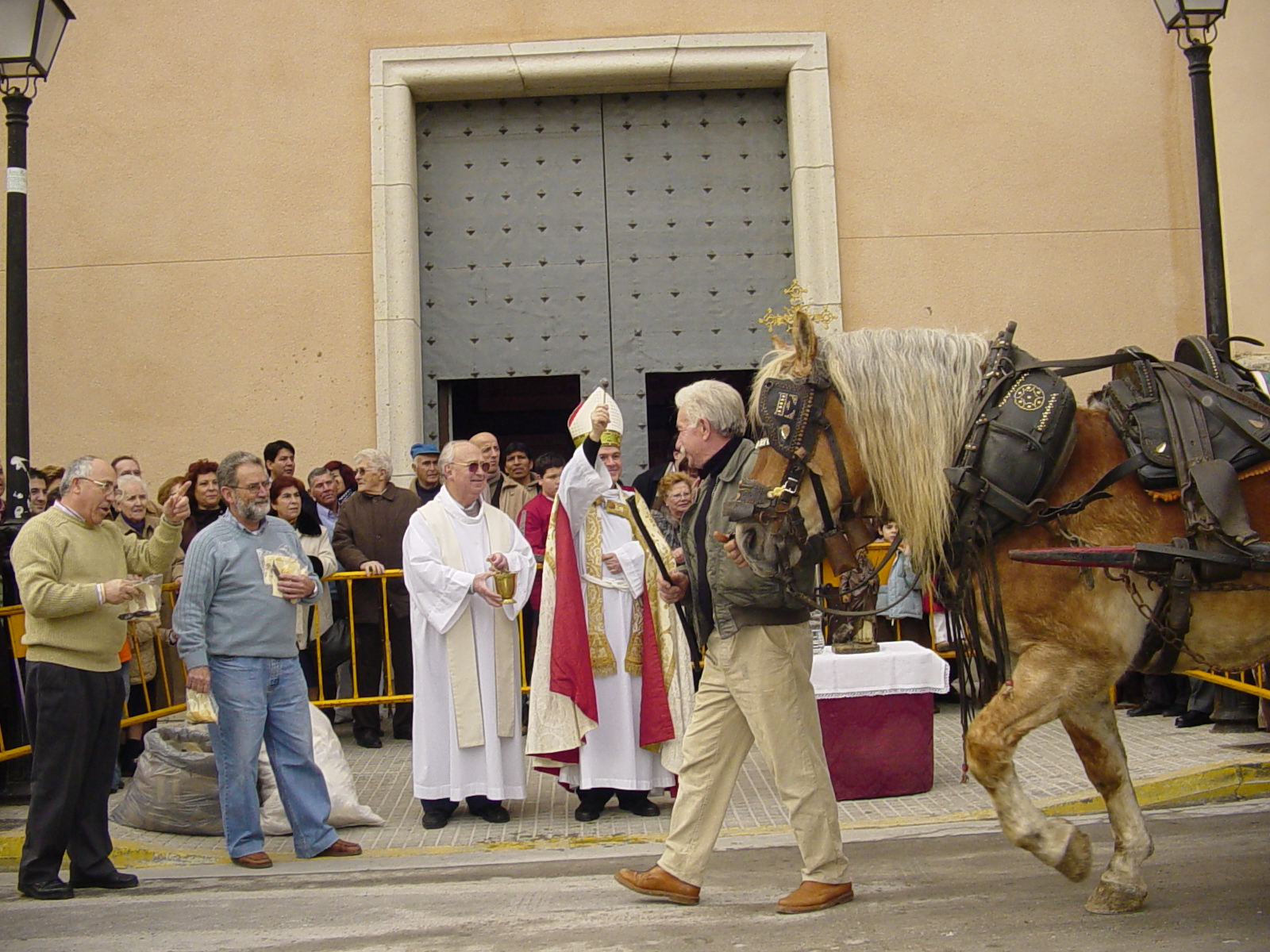
Benedicció d'animal a la Festa de Sant Antoni de Beniopa

La festa de Sant Antoni té diversos elements que la conformen, segons quines poblacions, com ara: fogueres, focs o barraques i benediccions d'animals com a elements de major rellevància, i també àpats comunitaris (calderes, dia de la llonganissa a Banyeres de Mariola…), fires i porrats, curses, jocs, processons, i fires d'animals, parades d'artesans, espectacles de carrer, partides d'exhibició de pilota, muntada i domadura de cavalls, aplec de danses, etc., així com altra programació paral·lela. El procés de modernització ha suposat la desaparició o adaptació d'altres, com les corregudes de joies, el bandejament del gall o la cria d'un porquet entre tots els veïns del poble fins que es rifava el dia del sant.

## Formes de celebració

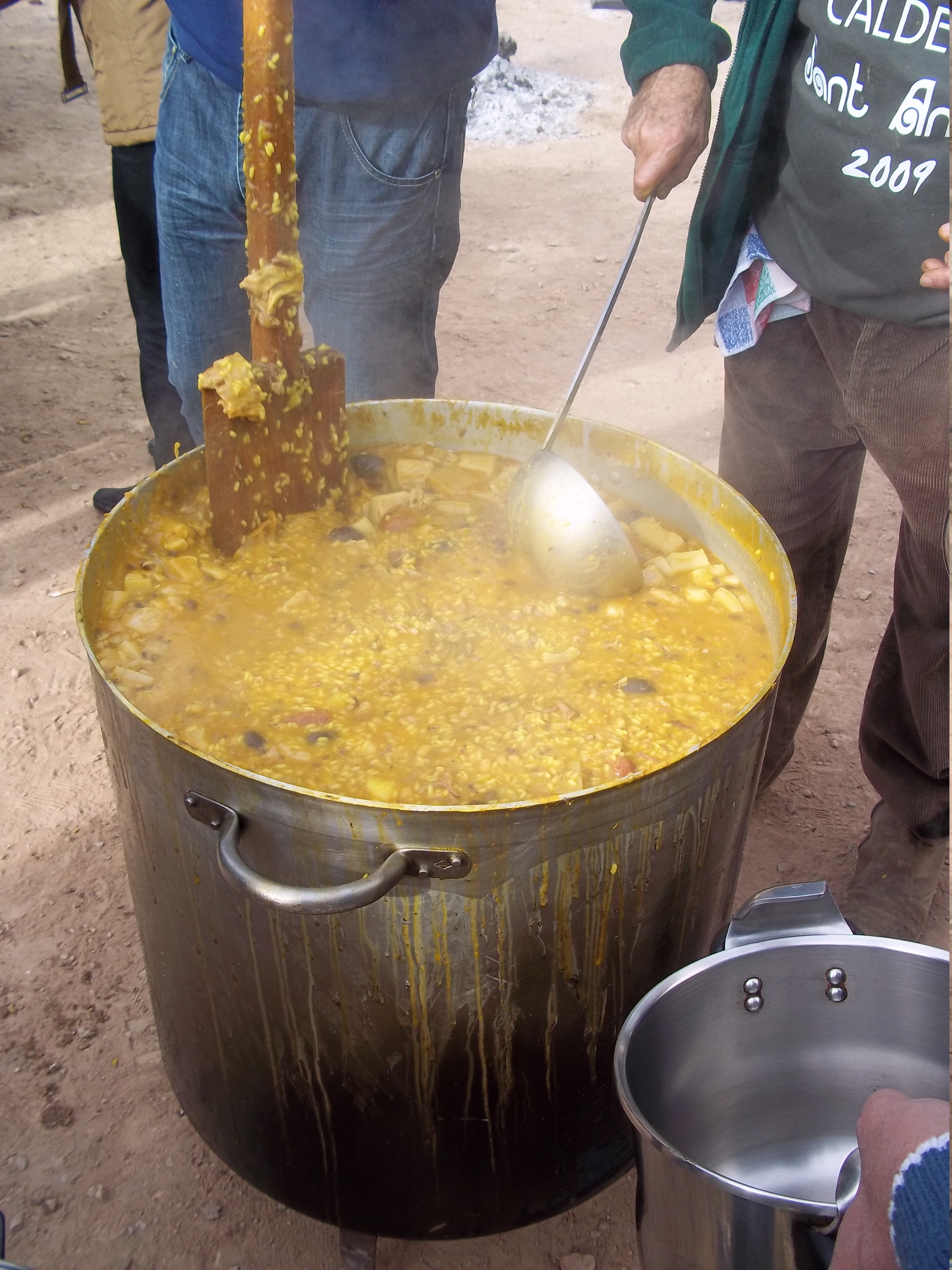
Caldera de Sant Antoni a Massalfassar

El ritual de Sant Antoni es divideix en dos moments: la preparació del ritual i la festa en si, el primer implica als col·lectius responsables com les confraries, clavaries, majorals, grups cerimonials, quintos o festers. La festa en si s'inicia amb el tall i trasllat de la llenya per a la foguera, amb la qual s'armen estructures espectaculars, com la mítica foguera de Canals, altres ben singulars com la matxada i el tropell de Vilanova d'Alcolea, o altres de més bàsiques. En alguns indrets, diverses danses són protagonistes, les danses de s al Forcall, cavalcades com la del Rei Pàixaro de Biar o les barraques que escenifiquen a mode de teatre popular la vida de Sant Antoni Abat, per exemple a la comarca dels Ports. La benedicció dels animals acostuma a anar acompanyada d'una variada oferta gastronòmica (torrades d'embotit, calderes d'arròs, coques i rotllos, farinetes o gachas, porrats...), així com jocs populars, curses, pirotècnia o competicions de tir i arrossegament. La festa gran sol arrodonir-se amb misses i processons que actualment expressen la identitat i l'exaltació del patrimoni cultural.

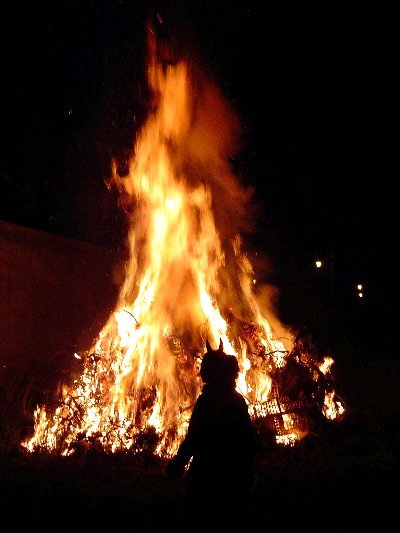
Foguera a Culla

## Distribució pel territori
El catàleg festiu per celebrar Sant Antoni és molt variat al nostre territori. Destaquen les Santantonades al Forcall, Vilanova d'Alcolea, Vilafranca, Sorita, Morella, el Maig de Villores, el Sant Antoni primaveral de Culla, les Rossegades d'Albocàsser als Ports i del Maestrat; la Matxà de Borriol, Benicàssim, Borriana, a la comarca de l'Horta, Foios, Massalfassar, El Puig, Rafelbunyol, a la comarca del Camp de Morvedre, Sagunt, a la Costera la foguera de Canals, Cullera, L'Alcúdia a les Riberes, la ruta dels porrats de la Safor, Ròtova, Almoines, Ador, Oliva, Palma, amb la benedicció de pans i dolços, Alcoi, Banyeres de Mariola, Muro d'Alcoi, Bocairent; el típic i tradicional Rei Pàixaro de Biar, Gata de Gorgos, Benidorm i La Vila Joiosa i els seus populars rotllets, Elx.